# 鹿児島市立福平小学校
鹿児島市立福平小学校（かごしましりつ ふくひらしょうがっこう）は、鹿児島県鹿児島市平川町にある市立小学校。

## 概要
鹿児島市の南部に位置している小学校であり、前身となる平川簡易小学校、坂上小学が合併し1892年に福平尋常小学校として開校した。また、1911年から1976年までは下福元町の火の河原集落に火の河原分校を設置していたが児童数減少により本校に統合された。
2016年10月3日現在の児童数は969名であり、学級数は1学年あたり6学級から4学級ほどで、特別支援学級が4学級ある。

## 沿革

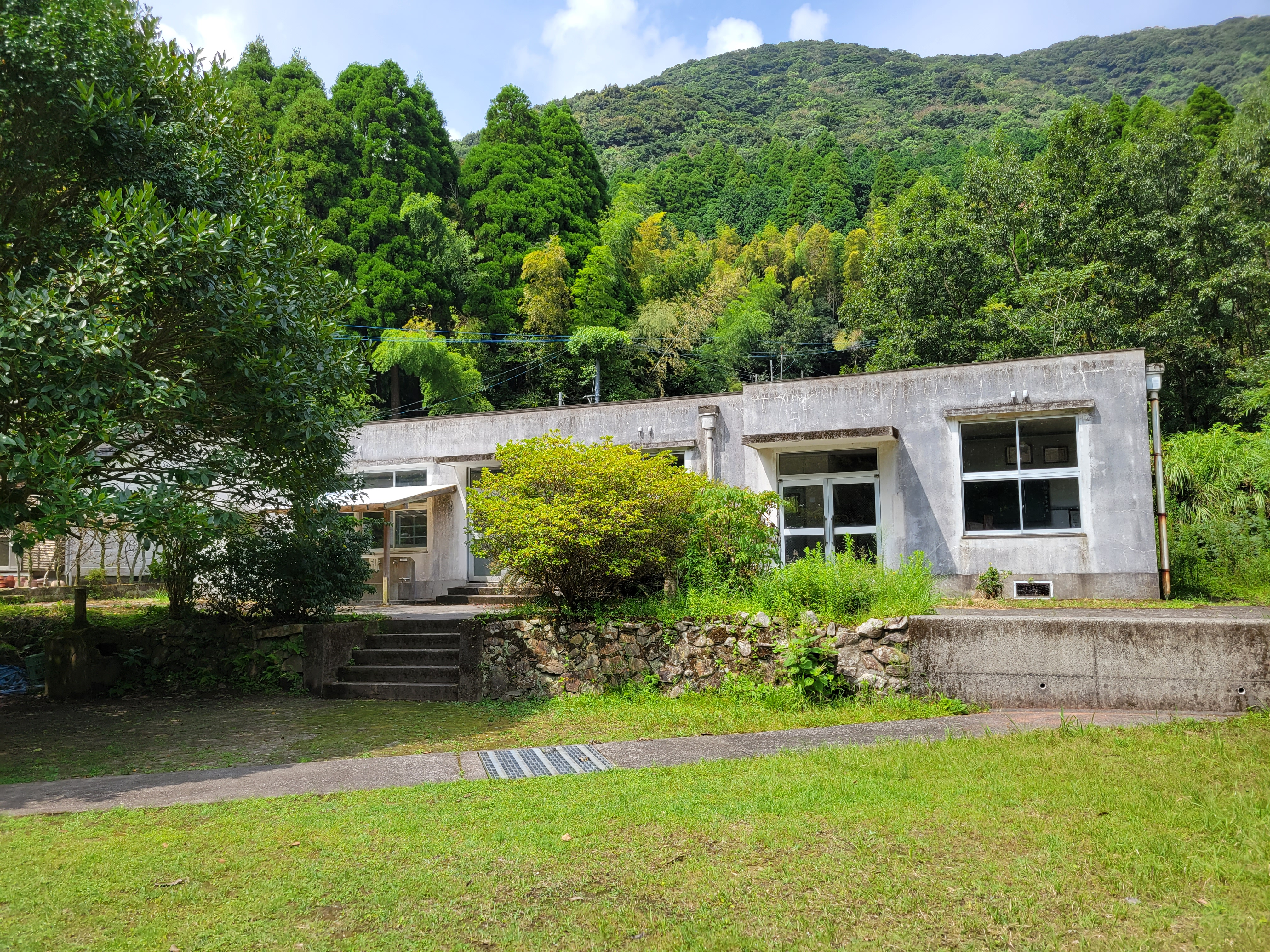
かつての火の河原（ひのこら）分校（2023年撮影）

- 1879年（明治12年） - 学制が改正されたのに伴い、以下の3校が設置される[1]。
  - 早馬小学（下福元村向原）
  - 迫田小学（平川村五位野）
  - 坂上小学
- 1885年（明治18年） - 早馬小学と迫田小学を統合し、平川簡易小学校となる[1]。
- 1892年（明治25年） - 平川簡易小学校と坂上小学を統合し、現在地に福平尋常小学校として開校[1]。
- 1902年（明治35年） - 高等科を併置し、福平尋常高等小学校に改称[1]。
- 1911年（明治44年） - 福平尋常小学校火の河原分教場開設
- 1941年（昭和16年） - 国民学校令により福平国民学校と改称
- 1947年（昭和22年） - 谷山町立福平小学校と改称。火の河原分教場は谷山町立福平小学校火の河原分校となる。
- 1957年（昭和32年） - 谷山町が市制施行し谷山市となったのに伴い、谷山市立福平小学校、火の河原分校は谷山市立福平小学校火の河原分校に改称。
- 1967年（昭和42年） - 谷山市が鹿児島市と新設合併し鹿児島市となったのに伴い鹿児島市立福平小学校、火の河原分校は鹿児島市立福平小学校火の河原分校に改称
- 1976年（昭和51年） - 火の河原分校閉校

## 通学区域
- 光山一丁目の一部
- 下福元町の一部
- 平川町の一部
- 七ツ島の全域